# Alberto Noguès
Alberto Noguès (Assunção, 23 de maio de 1912 — Assunção, 8 de dezembro de 2000) foi um advogado e político paraguaio.
Filiado ao Partido Colorado desde 1956, foi o 92º chanceler do Paraguai entre 1976 e 1983, no governo do ditador Alfredo Stroessner. Após o fim do governo Stroessner, foi eleito senador e chegou a presidir o Senado paraguaio entre 1989 e 1990.
Noguès foi o oitavo ocupante da cadeira 6 dos Sócios Correspondentes da Academia Brasileira de Letras.